# Dolcetto

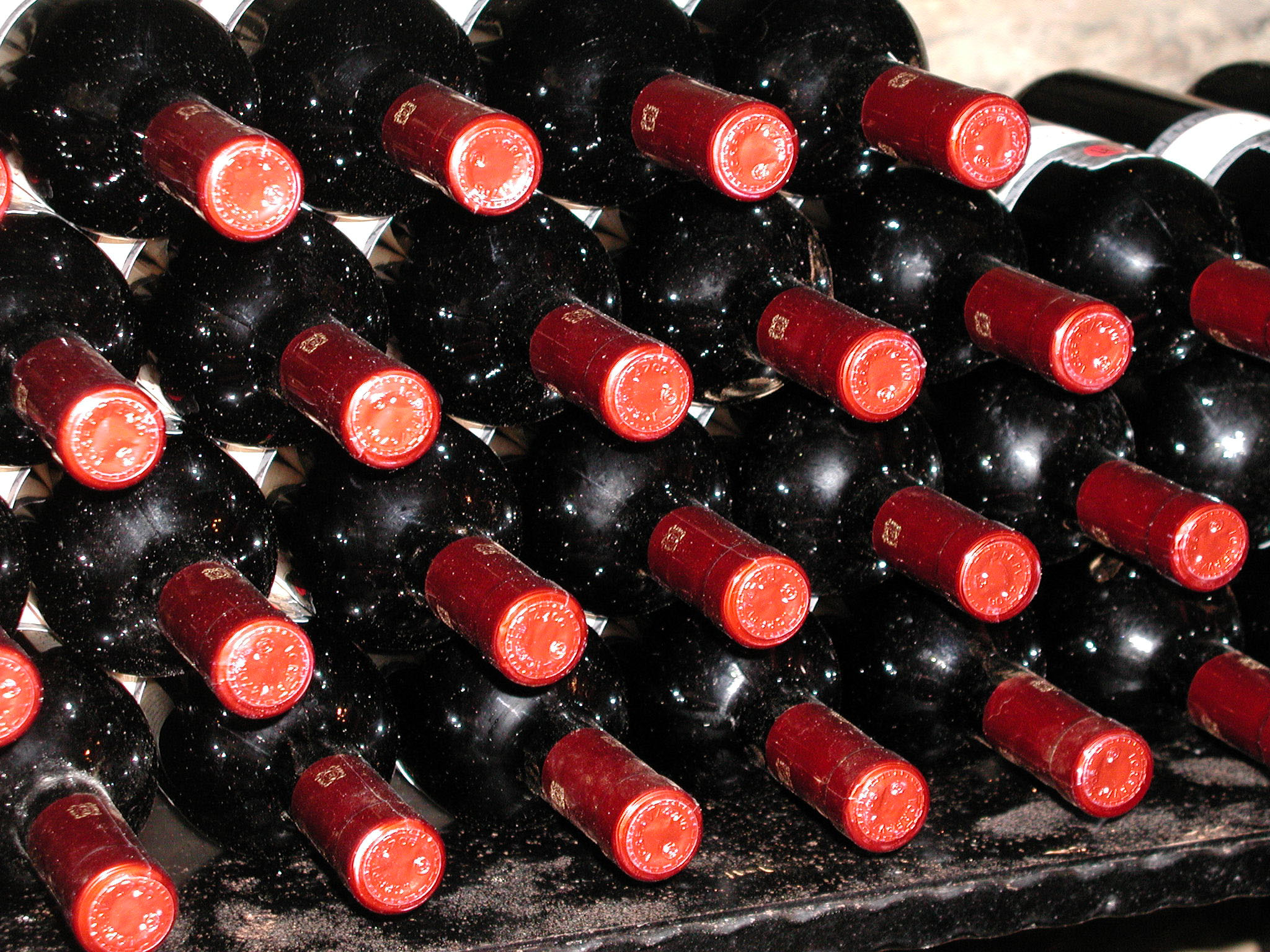
Bottiglie di vino rosso in una cantina

Il dolcetto è uno dei più conosciuti vini rossi italiani, prodotto con uve coltivate in Piemonte i cui vitigni assumono il medesimo nome. Tra i principali vini dolcetto in produzione (per una collezione completa si consulti la relativa lista a fondo pagina):
- Dolcetto d'Acqui
- Dolcetto d'Alba
- Dolcetto di Diano d'Alba
- Dolcetto d'Asti
- Dolcetto di Ovada
- Dolcetto di Dogliani e Dolcetto delle Langhe Monregalesi, accorpati alla denominazione Dogliani[1]
- Dolcetto Pinerolese